# 577
Évszázadok: 5. század – 6. század – 7. század
Évtizedek: 520-as évek – 530-as évek – 540-es évek – 550-es évek – 560-as évek – 570-es évek – 580-as évek – 590-es évek – 600-as évek – 610-es évek – 620-as évek
Évek: 572 – 573 – 574 – 575 –  576 – 577 – 578 – 579 – 580 – 581 – 582

## Események

### Bizánci Birodalom
- A bizánci-perzsa háborúban Tamhuszrau perzsa hadvezér legyőzi a perzsa területre mélyen betörő és ott telelő Iusztinianosz bizánci főparancsnokot, majd végigfosztogatják Oszroénét. Az év végén Tiberiosz trónörökös és régens leváltja Iusztinianoszt és Maurikioszt nevezi ki a keleti seregek parancsnokává.
- Meghal Ióannész Szkholasztikosz konstantinápolyi pátriárka. Utóda Eutükhiosz, akit Iusztinianosz császár 12 évvel korábban elmozdított a hivatalából és száműzött.

### Európa
- Ceawlin, Wessex szász királya betör a Severn folyó völgyébe, a deorhami csatában legyőzi a britonokat és elfoglalja Cirencester, Gloucester és Bath városokat.
- Liuvigild vizigót király bevonul a délkelet-ibériai Orespedába, leveri lakóinak lázadását és annektálja a tartományt.
- Guntram frank király fiai vérhasban meghalnak, így örökbe fogadja unokaöccsét, II. Childebertet, Austrasia 7 éves királyát.

### Ázsia
- A kínai Északi Csou dinasztia császára, Vu folytatja az előző évben kezdett hadjáratát az Északi Csi ellen. Az év elején legyőzi Kao Vejt, Csi császárát, aki formálisan lemond trónjáról 7 éves fia, Kao Heng javára, hogy elhárítsa a rossz óment. Kao Vejt ennek ellenére elfogják és bár eleinte tisztelettel bánnak vele, az év végén Vu összeesküvéssel vádolja és családjával együtt öngyilkosságra kényszeríti. Az Északi Csou annektálja az Északi Csi államát.
- Egy 14. századi kínai könyv szerint ebben az évben használnak először gyufát az Északi Csi udvarhölgyei.
- Meghal a hat éves Mohamed, a leendő próféta anyja, Ámina. Az árva gyerekről nagyapja, Abd al-Muttalib gondoskodik.

## Születések
- Agatho pápa

## Halálozások
- Kao Vej, Északi Csi császára
- Kao Heng, Északi Csi császára
- Ióannész Szkholasztikosz, konstantinápolyi pátriárka
- Ámina, Mohamed anyja
- Szent Brandanus

## Fordítás
- Ez a szócikk részben vagy egészben  a(z)   577 című angol Wikipédia-szócikk ezen változatának fordításán alapul.  Az eredeti cikk szerkesztőit annak laptörténete sorolja fel. Ez a jelzés csupán a megfogalmazás eredetét és a szerzői jogokat jelzi, nem szolgál a cikkben szereplő információk forrásmegjelöléseként.